# Нічний експрес (поїзд Запоріжжя — Ужгород)
«Нічний експрес»  — пасажирський поїзд № 4/3 сполученням Запоріжжя — Ужгород. Попри те, що поїзд вирушає з початкового та кінцевого пунктів вдень та час в дорозі складає майже добу, отримав назву «Нічний експрес». Протяжність маршруту поїзда складає 1438 км.
На цей поїзд є можливість придбати електронні проїзні документи.

## Історія
16 грудня 2018 року Укрзалізниця призначила новий поїзд № 3/4 категорії «Нічний експрес» сполученням Запоріжжя — Дніпро — Ужгород. Поїзд сформований з вагонів, що пройшли капітально-відновлювальний ремонт, а його графік складений з урахуванням побажань пасажирів та забезпечує сполучення мегаполісів Придніпров'я: Дніпра, Запоріжжя, Білої Церкви із Закарпаттям. 16 грудня 2018 року поїзд вирушив у перший рейс із Запоріжжя, зворотно з Ужгорода — 17 грудня 2018 року.
Керівництво Закарпаття неодноразово зверталося до «Укрзалізниці» з проханням пришвидшити відновлення залізничного сполучення між Закарпаттям та іншими регіонами країни, мотивуючи це тим, що в період новорічних свят та літніх відпусток дістатися найзахіднішого регіона країни майже не реально. 
З 18 березня по 20 червня 2020 року тимчасово не курсував через карантинні обмеження, обумовлені розповсюдженням COVID-19. З 21 червня 2020 року відновлено курсування поїзда за звичайним графіком руху.
З 8 по 27 березня 2021 року через потрапляння Закарпатської області у «червону зону» поїзду скорочувався маршрут руху до станції Львів.
З березня по липень 2022 року маршрут руху поїзда був тимчасово скорочений до станції Львів. З 26 липня 2022 року відновлено курсування поїзда через день до станції Ужгород, по парним числам.
З 15 листопада 2023 року «Укрзалізниця» запровадила пілотний проєкт жіночих купе у поїзді № 3/4 сполученням Запоріжжя — Ужгород.  Місця у мобільному застосунку з продажу проїзних квитків мають відповідні позначки, а посадка до таких купе відкрита лише для пасажирів жінок з дітьми до 5 років включно. Вартість проїзду в жіночих купе не відрізняється від стандартної у вагонах аналогічного класу поїзда.
З 30 грудня 2024 року «Укрзалізниця» у даному поїзді почала тестування меню гарячих страв. Автором меню є український шеф-кухар Євген Клопотенко. До меню входять страви, які приготовлені та заморожені інноваційним способом, що забезпечує свіжість продуктів і дозволяє зберегти смак після розігрівання.

## Інформація про курсування
Поїзд курсує цілий рік, через день. Із Запоріжжя вирушає по парних числах місяця, з Ужгорода — по непарних. На маршруті руху поїзд зупиняється на 10 проміжних станціях. Від станції Біла Церква до станції Львів поїзд прямує через станції Бердичів, Шепетівку, Броди, проте без зупинок на них (є найшвидшим й найкоротшим маршрутом), а не через Вінницю, Хмельницький і Тернопіль, як більшість інших поїздів.
| —     | 14:40 | Запоріжжя | 10:17 | —     |
| 11:06 | —     | Ужгород   | —     | 13:28 |

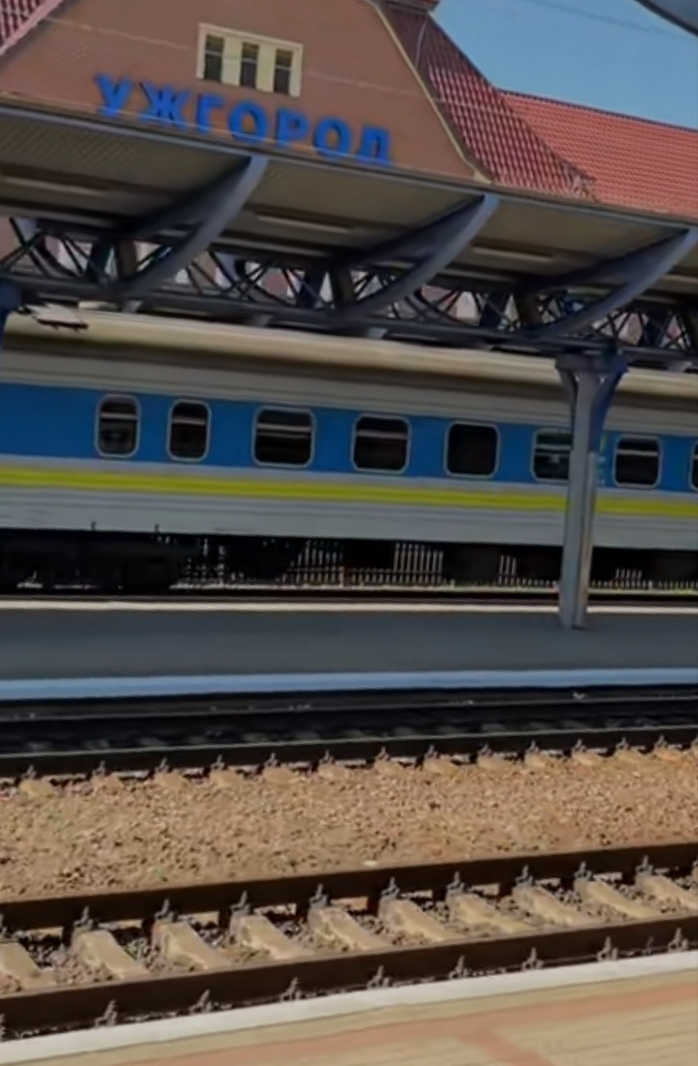
Поїзд на станції Ужгород
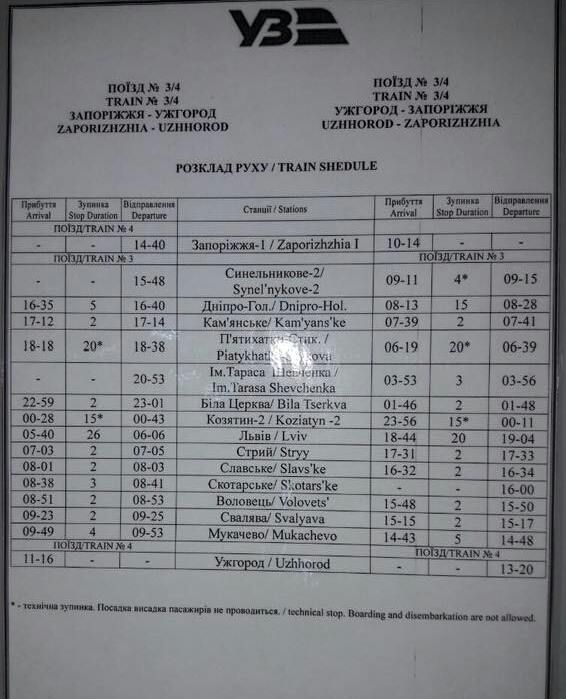
Розклад руху поїзда (2019)

## Склад поїзда
Поїзд складається з 9 купейних та 1 вагонів класу «Люкс», плацкартні вагони в потязі не передбачені.
Вагони поїзда обладнані холодильниками, мікрохвильовими печами, кавоварками, окремими табло з назвами станцій і температурою у вагоні. У кожному купе — розетки і софітні світлодіодні лампи, на вікнах замість штор — сучасні жалюзі. Нові вагони обладнані біотуалетами, тому провідникам не доводиться закривати санвузли в санітарних зонах.